# Васильев, Владимир Анатольевич (писатель)
Влади́мир Анато́льевич Васи́льев (род. 1 декабря 1947, Паша, Ленинградская область) — советский, российский писатель: прозаик, публицист.

## Биография
Владимир Анатольевич Васильев родился 1 декабря 1947 года в селе Паша́ Пашского района Ленинградской области. Мать: Анна Павловна.
С юных лет занимался в ЛИТО при ЛО СП СССР под руководством Элиды Дубровиной; публиковал стихи.
- Писать начал в 1963 году.
- 1976 год — окончил факультет журналистики Ленинградского государственного университета;
  - работал в средствах массовой информации
- С 1977 года член Союза журналистов СССР.
- С 1987 года руководил предприятиями жилищного хозяйства в Волхове и Бокситогорске.
- 2012 год — был принят в Союз писателей России.

## Общественная деятельность
Владимир Васильев — член Правления Санкт-Петербургского отделения Союза писателей России. Работает в редколлегии писательской газеты «Литературный Санкт-Петербург» и в редколлегии журнала «Санкт-Петербургская Искорка». Он избран в Правление книжного магазина «Лавка писателей» Санкт-Петербурга.

## Награды
- Повесть «Самсон Суханов» отмечена Всероссийской литературной премией А. К. Толстого,
- роман «Судный день Порт-Артура» был отмечен литературной премией Маршала Советского Союза Л. А. Говорова,
- дилогия «Паша — река Великая» и «Паша — район прифронтовой» была отмечена литературной премией Маршала Советского Союза К. А. Мерецкова.

Номинант литературных конкурсов:
- На получение Международной литературной премии имени Фазиля Искандера[англ.],
- Всероссийской литературной премии имени Фёдора Абрамова и
- Общероссийской литературной премии «Дальний Восток» имени В. К. Арсеньева.

## Экранизации
Был выпущен документальный фильм по повести «Самсон Суханов» (по гранту Президентского фонда культурных инициатив) фильм, который с 2023 года демонстрируется в учебных заведениях[каких?] Петербурга.